# راذانیه
راذانیه یا راذانی‌ها گروهی از تاجران یهودی در ایران بوده‌اند که در قرن‌های نخستین اسلامی به نقاط مختلف سفر می‌کردند بیشتر به تجارت برده شهرت داشتند.

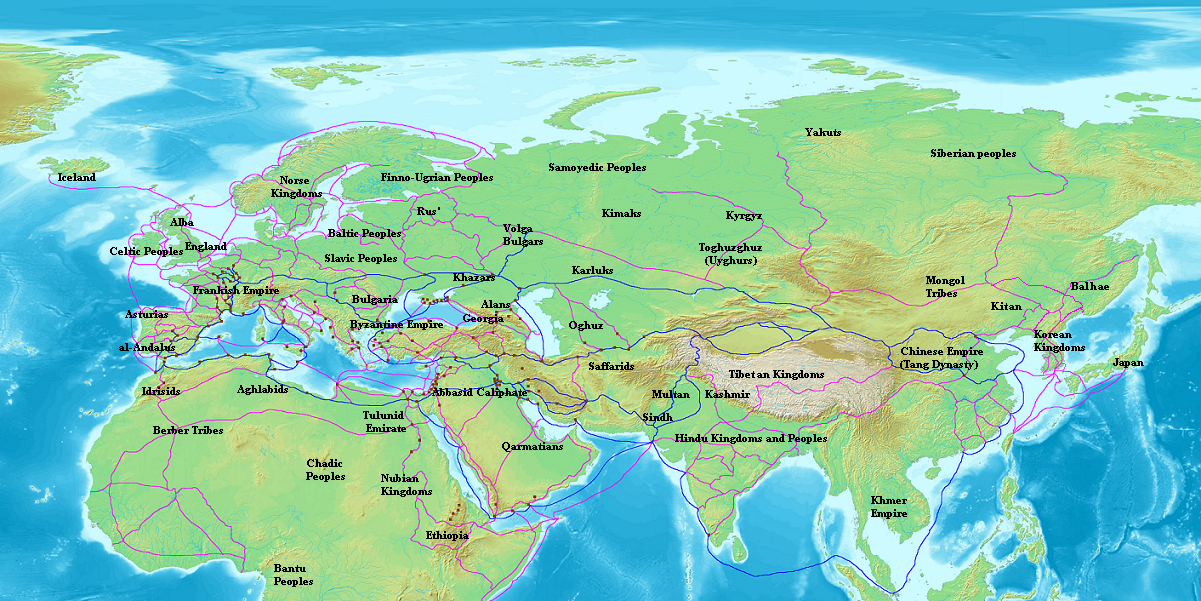
نقشه ای از اوراسیا که مسیر تجارت راذانیه (خطوط آبی رنگ) را آن‌گونه که در گزارش های ابن خرداذبه آمده نشان می دهد (خطوط صورتی رنگ، مربوط به سایر مسیرهای تجاری است).

آنها در قرن سوم هجری، بردگان را از اروپا به‌سمت بیزانس و از آن طریق، به جهان اسلام منتقل کردند و باعث رشد و ترقی این تجارت در این دورهٔ تاریخی شدند. به نظر می‌رسد جنگ‌های مختلف در اروپا و آسیا که به اسارت مردم از هر دو طرف جنگ‌ها می‌شد، بر مسئلهٔ تجارت برده تأثیرگذار بوده‌است و تاجران یهودی با خرید و فروش این اسرا، سهم زیادی در گسترش این تجارت داشته‌اند.
در هر حال، به‌رغم رونق تجارت برده در دورهٔ بحث‌شده، این موضوع بازتاب زیادی در منابع تاریخی این دوره نداشته و حتی در پژوهش‌های جدید نیز، کمتر بررسی شده‌است. آنچه دربارهٔ این گروه تاجران در این زمینه ثبت شده مطلبی است که ابن خرداذبه در قرن چهارم در المسالک و الممالک آورده و به جز این عبارت که ابن فقیه هم آن را با تفاوتی کوچک در عنوان این تاجران (به صورت رهدانیه)، تکرار کرده‌است که مصحح واژه را به صورت راذانیه خوانده و رهدانیه را تصحیف راذانیه دانسته‌است)، هیچ اطلاع دیگری از آنان در منابع متقدم اسلامی یا غربی دردست نیست.
بنابه گزارش ابن خرداذبه که به مناسبت ذکر راه‌های بازرگانی این گروه از آنان یاد کرده‌است، آنان یهودیانی بودند که به زبانهای فارسی، عربی، رومی، فرنگی، اندلسی و صقلابی سخن می‌گفتند. از مغرب، بردگان و پارچه‌های ابریشمی و پوست خز و سمور و چرم و شمشیر می‌آوردند. از فرنگ در دریای غربی بر کشتی می‌نشستند و در فرما پیاده می‌شدند، سپس کالاهای خود را به دریای سرخ می‌بردند. آنگاه در ادامه مسیر با کشتی به جار و جده و سپس به سند و هند و چین می‌رفتند. از چین، مشک و عود و کافور و دارچین و جز آنها را به دریای سرخ و سپس به فرما می‌رساندند و باز به قسطنطنیه و سپس به فرنگ می‌رفتند و باز به انطاکیه بازمی‌گشتند و از راه زمینی به جابیه و بعد، از راه آبی فرات به بغداد می‌رفتند. سپس از راه دجله به اُبُلّه و بعد به عمان و باز به سند و هند و چین می‌رفتند. به این ترتیب، راذانیه در سراسر جهان شناخته شده آن روزگار به تجارت انواع کالاها می‌پرداختند.
ابن فقیه نیز در کتاب البلدان ابن خرداذبه، چیزی بر این گزارش نیفزوده و در قرن چهارم، جز ذکری از باب الرَّهادِنَه (ظاهرا منسوب به صورت جمع واژه رَهدانیه)، از دروازه‌های شهر قَیرَوان در افریقیه و ذکر نامشخص دیگری فقط از کلمه رهادنه، هیچ ذکر درخور اعتماد دیگری پس از قرن چهارم، از این گروه دردست نیست و متز احتمال داده‌است که از این قرن، تاجران شامی جای راذانیه را در تجارت در مسیرهای پیش گفته گرفته باشند.
بیشتر اختلافات شرق شناسان بر سر اسم و اصل این تجار یهودی شکل گرفته‌است. با آنکه به نظر می‌رسد واژه راذانیه/رهدانیه، کلمه‌ای فارسی و به معنای راه‌شناسان/دانندگان مسیره بوده باشد. شماری از شرق شناسان بر همین باورند و ازهمین رو، آنان را بازرگانان یهودی ایرانی می‌انگارند، اما برخی دیگر آنان را به منطقه راذان در عراق منسوب می‌دارند.
گروهی دیگر برآن اند که واژه راذانیه از واژه لاتین Rhodanus گرفته شده و بنا را بر این دارند که اینان، تجار دریانورد یهودی اهل اروپای غربی بوده‌اند. در این زمینه، به ویژه به این استناد شده که ابن خرداذبه، مسیر بازرگانی راذانیه را از غرب به شرق و سپس مسیر بازگشت شان را از شرق به غرب وصف کرده‌است. برخی نیز این واژه را از ریشه verdarii لاتین به معنای فرستاده/سفیر دانسته‌اند، ضمن آنکه در تلاشی متکلفانه برای توجیه این احتمال اخیر، گفته شده عبارت «شِلوخی خراسان هاسِخریم» (فرستادگان تجاری خراسان)، در یک سند یهودی ممکن است ناظر به همین راذانیه بوده باشد.